# Chris Conrad
Christopher Andrew Conrad, detto Chris (Fort Lauderdale, 30 giugno 1970), è un attore statunitense.
Talvolta viene confuso con l'attore Christian Conrad (figlio di Robert Conrad, interprete della serie TV Selvaggio west).

## Primi anni
Conrad nacque a Fort Lauderdale, in Florida, terzo di quattro fratelli (Tim, Steve e Mike); fin da ragazzo praticò con grande passione vari sport e teatro comico.

## Attore
Durante il suo secondo anno di college al Campus FSU, vinse il concorso di attore più divertente; da qui partì per Chicago ed iniziò a recitare al Piven Theatre Workshop. In seguito, ottenne il suo primo ruolo nel film Rollerblades - Sulle ali del vento. A Los Angeles, ottenne ruoli leader al cinema ed in TV, tra cui: Karate Kid 4 con Hilary Swank e Pat Morita, Mortal Kombat - Distruzione totale nel ruolo di Johnny Cage e la serie Young Hercules con Ryan Gosling. Nel 2000 tornò in Florida per finire l'università. Si laureò alla Florida Atlantic University ed ha insegnato calcio al liceo per qualche anno, poi tornò a Los Angeles nel 2005 per proseguire la sua passione principale, la recitazione. Nel 1996 ha prestato la sua voce per uno dei personaggi del videogame Wing Commander IV: The Price of Freedom.

## Filmografia

### Cinema
- Rollerblades - Sulle ali del vento (Airborne), regia di Rob Bowman (1993)
- Sotto il segno del pericolo (Clear and Present Danger), regia di Phillip Noyce (1994)
- Karate Kid 4 (The Next Karate Kid), regia di Christopher Cain (1994)
- Lo specialista (The Specialist), regia di Luis Llosa (1994)
- Mortal Kombat - Distruzione totale (Mortal Kombat: Annihilation), regia di John R. Leonetti (1997)
- Life, regia di Shin Sasaki (2007)
- Una carriera a tutti i costi (The Promotion), regia di Steven Conrad (2008)
- Attila, regia di Emmanuel Itier (2013)
- Altered Reality, regia di Autumn deVitry (2016)

### Televisione
- Rebel Highway (1994)
- JAG - Avvocati in divisa (JAG) (1995)
- Star Command (1996)
- Sins of the Mind (1997)
- Hercules (1998)
- Young Hercules (1998-1999)
- Bones (2006)
- Criminal Minds (2006)
- The Erotic Traveler  (2007)
- Life (2007)
- Portal (2009)
- Scott's Dead (2010)
- Connie Banks the Actor (2011)
- Surfmen (2013)
- Douche Bros (2013)
- Letters (2013)
- Hog's Tooth (2014)
- Beyond the Void (2014)
- Los Angeles 1991 (2015)
- Patriot (2015-2017)
- Katies Tears (2016)
- Option Zero (2016)
- December (2017)

## Doppiatori italiani
Nelle versioni in italiano delle opere in cui ha recitato, Chris Conrad è stato doppiato da:
- Vittorio De Angelis in Karate Kid 4
- Sandro Acerbo in Mortal Kombat - Distruzione totale